# Guangxin (Shangrao)

Lage Shangraos in Jiangxi

Der Kreis Shangrao (chinesisch 上饶县, Pinyin Shàngráo Xiàn) ist ein chinesischer Kreis im Nordosten der Provinz Jiangxi. Er gehört zum Verwaltungsgebiet der bezirksfreien Stadt Shangrao. Der Kreis Shangrao hat eine Fläche von 2.246 km² und zählt 700.267 Einwohner (Stand: Zensus 2010). Regierungssitz ist das Straßenviertel Xuri (旭日街道).

## Administrative Gliederung
Auf Gemeindeebene setzt sich der Kreis Shangrao aus zwei Straßenvierteln, elf Großgemeinden und zehn Gemeinden zusammen. 